# Слова (повесть)
«Слова» — автобиографическая повесть французского писателя и философа Жана-Поля Сартра (1964).
Повесть посвящена раннему детству писателя, в котором он рассказывает о своем знакомстве с книгами, о формировании желания стать писателем. Эти две большие темы делят повесть на две части «Читать» и «Писать». В произведении Сартр иронично и в то же время безжалостно описывает Францию «между первой русской революцией и мировой войной», модных тогда писателей, своих родных и знакомых; не делает исключения и для себя самого — повесть прямо и часто жестоко раскрывает заблуждения маленького Жана-Поля, иллюзии и фантазии, которые отразились и на его взрослой жизни.

## В России
Русский перевод, выполненный Лениной Зониной и Юлианой Яхниной, впервые опубликован в 1966 г.
ISBN 5-17-009126-5, ISBN 966-03-1343-8